# Карантинна слобідка
Карантинна слобідка (крим. Karantın maallesı) — історична місцевість у складі Ленінського району міста Севастополь, на захід від 6 бастіона та одноїменної вулиці.

## Опис
Основні вулиці: Вулиця Киянченка, Катерна, Карантинна.
Частина Севастополя, прилегла до східного берега Карантинної бухти, була обрана для влаштування карантину і тому іменувалася Карантинною слобідкою, або просто Карантином, оскільки її акваторія використовувалася для стоянки суден, що проходили карантин.
Багато років будови карантину мали досить непривабливий вигляд: тільки в 1838 р. за наказом М. П. Лазарєва вони були упорядковані. Під час облоги Севастополя у 1854–1855 pp. місце між міським цвинтарем та Карантином служило для зустрічей парламентерів ворожих сторін.